# Episcopa Theodora

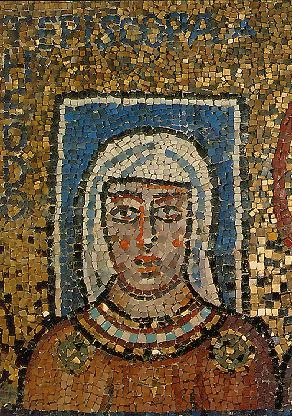
La madre del Papa Pascual I, la Señora Teodora. Detalle actual del mosaico.

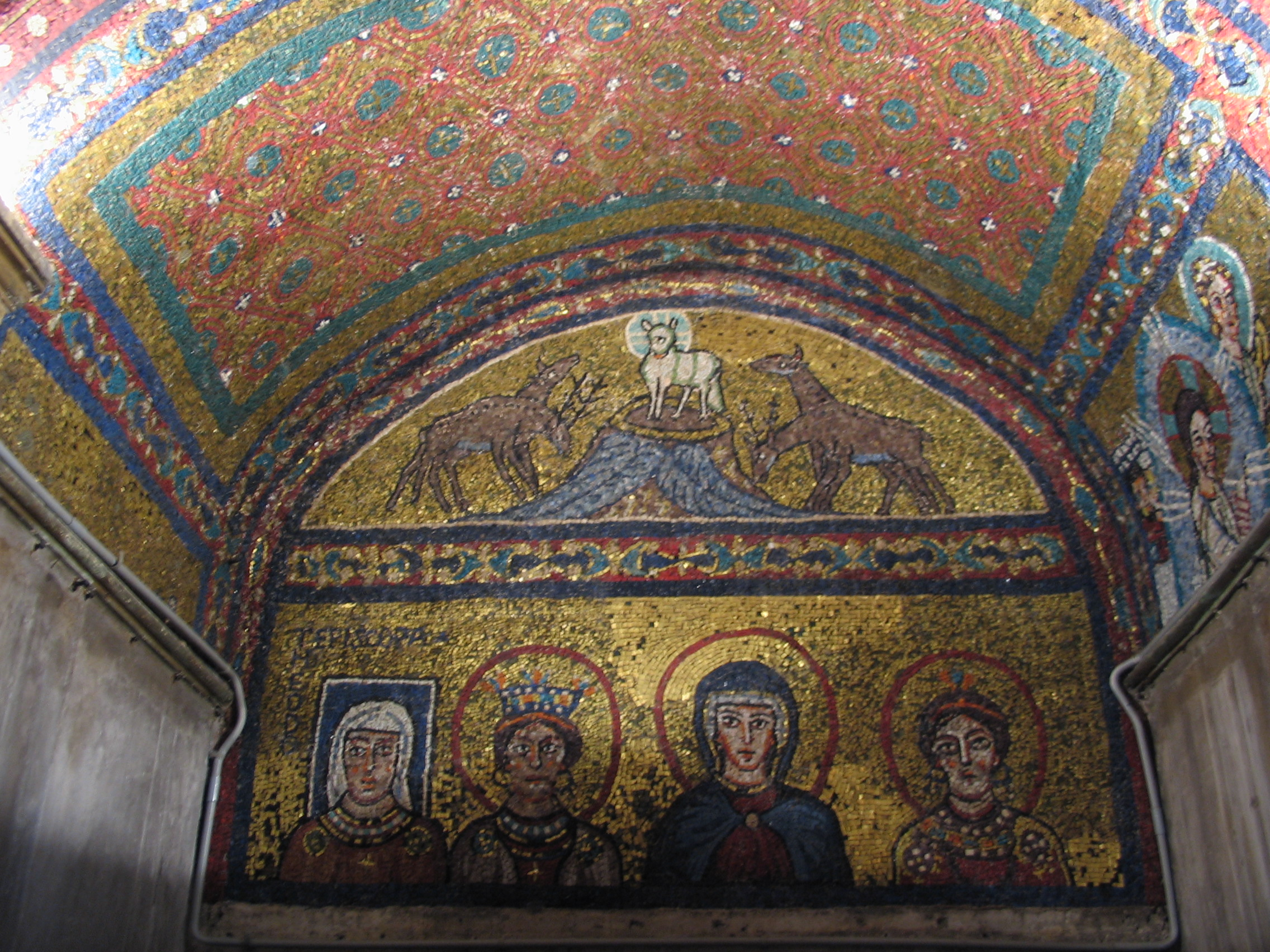
La vista de mosaico completo. De izquierda a derecha: Lady Theodora, Santa Praxedis, la Santísima Virgen María y Santa Pudentiana. Flanqueando arriba está el Agnus Dei, con renos y lobos.

Episcopa Theodora es la inscripción en  griego en un mosaico cristiano del siglo IX en la Capilla del Obispo Zenón de Verona ubicada dentro de la  Basílica de Santa Práxedes en Roma.
El título honorífico se refiere a la Lady Theodora, la madre histórica de Pascual I, quien construyó la capilla para ella mientras ella aún estaba viva, como lo indica el cuadrado halo del mosaico. Teodora era ampliamente conocida por ser una devota cristiana en la Iglesia temprana, y fue notable por sus actos de piedad y santidad.

## Theodora como obispo
Algunos han interpretado que las letras "EPISCOPA" significan "obispa" y, por lo tanto, Teodora era obispa. Algunos teólogos de la Iglesia Católica y eruditos del arte romano discrepan con este argumento al señalar que las feminizaciones de los títulos clericales se han asociado tradicionalmente con las esposas y viudas de los primeros clérigos cristianos desde la era Apostólica.
Dado que los obispos casados eran más comunes en la antigüedad tardía y la temprana Edad Media que en los siglos posteriores (el celibato sacerdotal solo se impuso en la Iglesia Católica después del Cisma de Oriente), el título "Episcopa" puede referirse a la esposa o viuda de un obispo, así como a la madre de cualquier obispo, como la del Pascual I. Por lo tanto, se dice que el título "Episcopa" se usó para designar a Lady Theodora por su estimada posición como madre del Papa, así como por su propia piedad; una mujer santa que practicó gran austeridad y religiosidad, y no como una obispa ordenada.

## Epigrafía
Una inscripción dedicatoria de mármol existente en la basílica identifica a Teodora como la madre del Papa Pascual.
La dedicatoria, que incluye la descripción del traslado de las reliquias de San Zenón, que da nombre a la capilla que contiene la imagen, tiene la siguiente inscripción:

"Y en la entrada de la basílica en el lado derecho donde descansa el cuerpo de su más amable madre, la Señora Obispo Teodora, el mencionado obispo (Papa Pascual I) enterró los cuerpos del venerable Zenón y otros..."